# Pleurothallis serricardia
Pleurothallis serricardia är en orkidéart som beskrevs av Rudolf Schlechter. Pleurothallis serricardia ingår i släktet Pleurothallis och familjen orkidéer. Inga underarter finns listade i Catalogue of Life.